# Clubbed to Death
Clubbed to Death é um single de música eletrônica instrumental do produtor musical Rob D, que foi composta especialmente como tema do filme Clubbed to Death (Lola), de 1997. Em 1999, uma versão estendida e remixada, intitulada "Clubbed To Death [Kurayamino Mix]" foi incluída na trilha-sonora do filme The Matrix.
"Clubbed to Death" usa samples de "It's a New Day" de Skull Snaps e de "City of the Angels" de Wang Chung.
A introdução das cordas curtas é um trecho do primeiro movimento das Variações Enigma (parte 1 - "Theme: Andante") de Edward Elgar, e o solo de piano é improvisado em torno das Variações Enigma (Variation VI [Andantino]).

## Faixas do Single
| Mo Wax, MW037CD, 1995 1. "The First Mix" – 7:12 2. "Kurayamino Variation" – 7:29 3. "La Funk Mob Variation" – 8:08 4. "Peshay Remix" – 6:06 5. "Spoon Mix" remixed by Carl Craig – 5:55 6. "Clubbed to Death Darkside" remixed by La Funk Mob – 5:05 | Mo Wax, MW037, 1995 1. "La Funk Mob Variation" 2. "Clubbed to Death Darkside" 3. "The First Mix" | Mo Wax, MW037R, 1995 1. "Kurayamino Variation" 2. "Peshay Remix" 3. "Spoon Mix" 4. "Totally Waxed Remix" remixed by Wax Doctor |

## Desempenho nas Paradas Musicais
| Chart (2002)                   | Peak position |
| ------------------------------ | ------------- |
| Irlanda (IRMA)                 | 27            |
| Reino Unido (UK Dance Chart)   | 2             |
| Reino Unido (UK Singles Chart) | 24            |